# Championnats du monde de descente de canoë-kayak 1965
Navigation
Championnats du monde de descente 1963 Championnats du monde de descente 1967
Les 4e championnats du monde de descente en canoë-kayak de 1965 se sont tenus à Spittal en Autriche pour la 2e fois après ceux de l'année dernière, sous l'égide de la Fédération internationale de canoë.

## Podiums

### K1
| Rang               | Athlète         | Pays                 | Temps |
| ------------------ | --------------- | -------------------- | ----- |
| Médaille d'or      | Kurt Presslmayr | Autriche             |       |
| Médaille d'argent  | Heinz Panek     | Allemagne de l'Ouest |       |
| Médaille de bronze | Lothar Zentgraf | Allemagne de l'Ouest |       |

| Rang               | Athlète        | Pays                 | Temps |
| ------------------ | -------------- | -------------------- | ----- |
| Médaille d'or      | Gundula Jander | Allemagne de l'Est   |       |
| Médaille d'argent  | Bärbel Körner  | Allemagne de l'Ouest |       |
| Médaille de bronze | Bärbel Richter | Allemagne de l'Est   |       |

| Rang               | Athlète                                       | Pays                 | Temps |
| ------------------ | --------------------------------------------- | -------------------- | ----- |
| Médaille d'or      | Lothar Zentgraf Karl-Heinz Englet Heinz Panek | Allemagne de l'Ouest |       |
| Médaille d'argent  | Heinz Dopsch Kurt Presslmayr Helmar Steindl   | Autriche             |       |
| Médaille de bronze | Heinz Bielig Fritz Lange Rolf Luber           | Allemagne de l'Est   |       |

| Rang               | Athlète                                          | Pays               | Temps |
| ------------------ | ------------------------------------------------ | ------------------ | ----- |
| Médaille d'or      | Ursula Gläser Gundula Jander Bärbel Richter      | Allemagne de l'Est |       |
| Médaille d'argent  | Bohumila Kapplova Renate Knyova Ludmilla Polesna | Tchécoslovaquie    |       |
| Médaille de bronze | Madeleine Zimmermann Hanni Weber Eva Zimmermann  | Suisse             |       |

### C1
| Rang               | Athlète       | Pays               | Temps |
| ------------------ | ------------- | ------------------ | ----- |
| Médaille d'or      | Gert Kleinert | Allemagne de l'Est |       |
| Médaille d'argent  | Jiri Vocka    | Tchécoslovaquie    |       |
| Médaille de bronze | Heinz Grobat  | Suisse             |       |

| Rang               | Athlète                                       | Pays               | Temps |
| ------------------ | --------------------------------------------- | ------------------ | ----- |
| Médaille d'or      | Jochen Förster Manfred Schubert Gert Kleinert | Allemagne de l'Est |       |
| Médaille d'argent  | Vaclav Janovsky Jiri Vocka Bohuslav Pospichal | Tchécoslovaquie    |       |
| Médaille de bronze | Jean-Claude Tochon René Girard Heinz Grobat   | Suisse             |       |

### C2
| Rang               | Athlète                        | Pays            | Temps |
| ------------------ | ------------------------------ | --------------- | ----- |
| Médaille d'or      | Zdenek Valenta Miroslav Stach  | Tchécoslovaquie |       |
| Médaille d'argent  | Helmut Schilhuber Anton Biegel | Autriche        |       |
| Médaille de bronze | Zdenek Fifka Jiri Dejl         | Tchécoslovaquie |       |

| Rang               | Athlète                                        | Pays                 | Temps |
| ------------------ | ---------------------------------------------- | -------------------- | ----- |
| Médaille d'or      | Valanta / Stach Fifka / Dejl Mestan / Mestan   | Tchécoslovaquie      |       |
| Médaille d'argent  | Landers / Hippauf Merkel / Merkel Noack / Lück | Allemagne de l'Est   |       |
| Médaille de bronze | Tuchel / Seller Gehlen / Bohry Roock / Schmidt | Allemagne de l'Ouest |       |

| Rang               | Athlète                           | Pays            | Temps |
| ------------------ | --------------------------------- | --------------- | ----- |
| Médaille d'or      | Nicole Lansmanne Georges Dransart | France          |       |
| Médaille d'argent  | Josef Sedivec Jirina Sediveova    | Tchécoslovaquie |       |
| Médaille de bronze | Milida Absolonova Antonin Absolon | Tchécoslovaquie |       |

| Rang               | Athlète                                                        | Pays               | Temps |
| ------------------ | -------------------------------------------------------------- | ------------------ | ----- |
| Médaille d'or      | Absolonova / Absolon Chladekova / Chladek Sedivec / Sedivecova | Tchécoslovaquie    |       |
| Médaille d'argent  | Wängler / Schönfeld Lempert / Grabo Müller / Lehmann           | Allemagne de l'Est |       |
| Médaille de bronze | Kremslehner / Prachner Neudecker / Ehn Spreitzer / Selb        | Autriche           |       |

## Tableau des médailles
| Rang  | Nation               | Or | Argent | Bronze | Total |
| ----- | -------------------- | -- | ------ | ------ | ----- |
| 1     | Allemagne de l'Est   | 4  | 2      | 2      | 8     |
| 2     | Tchécoslovaquie      | 3  | 4      | 2      | 9     |
| 3     | Allemagne de l'Ouest | 1  | 2      | 2      | 5     |
| 4     | Autriche             | 1  | 2      | 1      | 4     |
| 5     | France               | 1  | 0      | 0      | 1     |
| 6     | Suisse               | 0  | 0      | 3      | 3     |
| Total | Total                | 10 | 10     | 10     | 30    |